# Villanova Biellese
Villanova Biellese är en ort och kommun i provinsen Biella i regionen Piemonte i Italien. Kommunen hade 185 invånare (2018).